# SMAP Winter Concert 1995-1996
『SMAP WINTER CONCERT 1995-1996』（スマップ ウィンター コンサート 1995-1996）は、1996年7月8日にファンクラブ会員限定で発売されたSMAPのツアーVHSである。

## 概要
- 1995年12月26日から1996年1月14日に行われたSMAP初の冬のツアーとなるコンサートツアー「WINTER CONCERT 1995-1996」の代々木ホワイトシアターで11日間連続公演を行った模様が中心に収録されている。
- このライブVHSは、ファンクラブ会員限定で発売された。
- 東京公演では、自身初・同事務所初のカウントダウンコンサートが行なわれた（なお、これ以降は行なわれていない）。また、1995年12月31日から1996年1月1日にかけて、フジテレビ系「SMAPのがんばりましょう カウントダウンSPECIAL」にて、一部生中継された。
- ライブVHSの中では最後の森且行出演作品となった。
- 本作はフル・サイズを収録している訳ではなく、ダイジェスト映像で収録している。

## 収録
1. OPENING MEDLEY
  1. $10
  2. September
  3. Let's go to 週末ヘヴン
  4. $10
2. がんばりましょう
3. RAP MEDLEY
  1. Subway Kids
  2. Living in the Jungle
  3. M・A・S・H
  4. ZIGZAGバック・ストリート
  5. 5月の風を抱きしめて
4. 君がいない～ひとりぼっちのHappy Birthday
5. ROCK'N ROLL MEDLEY
  1. 監獄ロック
  2. Rock Around The Clock
  3. Hound Dog
  4. Twist and Shout
  5. Three VS. Three
  6. I'll Be There
6. どんないいこと
7. 雪が降ってきた
8. しようよ
9. 俺たちに明日はある

## コンサートツアー
- コンサートツアー『Smap Winter Concert 1995-1996』について記述。

|        | 開催日時 | 開演時間                                            | 会場                                                |
| 1995年 | 1995年   | 1995年                                              | 1995年                                              |
| ------ | -------- | --------------------------------------------------- | --------------------------------------------------- |
| 1      | 12月25日 | 14:00                                               | 大阪城ホール                                        |
| 1      | 12月25日 | 18:30                                               | 大阪城ホール                                        |
| 1      | 12月26日 | 13:00                                               | 大阪城ホール                                        |
| 1      | 12月26日 | 17:30                                               | 大阪城ホール                                        |
| 2      | 12月28日 | 16:00                                               | 国立代々木競技場オリンピックプラザ ホワイトシアター |
| 2      | 12月28日 | 19:30                                               | 国立代々木競技場オリンピックプラザ ホワイトシアター |
| 2      | 12月29日 | 16:00                                               | 国立代々木競技場オリンピックプラザ ホワイトシアター |
| 2      | 12月29日 | 19:30                                               | 国立代々木競技場オリンピックプラザ ホワイトシアター |
| 2      | 12月30日 | 16:00                                               | 国立代々木競技場オリンピックプラザ ホワイトシアター |
| 2      | 12月30日 | 19:30                                               | 国立代々木競技場オリンピックプラザ ホワイトシアター |
| 2      | 12月31日 | 17:00                                               | 国立代々木競技場オリンピックプラザ ホワイトシアター |
| 2      | 12月31日 | 22:30                                               | 国立代々木競技場オリンピックプラザ ホワイトシアター |
| 1996年 |          |                                                     |                                                     |
| 2      |          |                                                     |                                                     |
| 1月1日 | 7:30     | 国立代々木競技場オリンピックプラザ ホワイトシアター |                                                     |
| 1月2日 | 14:00    | 国立代々木競技場オリンピックプラザ ホワイトシアター |                                                     |
| 1月2日 | 17:30    | 国立代々木競技場オリンピックプラザ ホワイトシアター |                                                     |
| 1月3日 | 14:00    | 国立代々木競技場オリンピックプラザ ホワイトシアター |                                                     |
| 1月3日 | 17:00    | 国立代々木競技場オリンピックプラザ ホワイトシアター |                                                     |
| 1月4日 | 14:00    | 国立代々木競技場オリンピックプラザ ホワイトシアター |                                                     |
| 1月4日 | 17:00    | 国立代々木競技場オリンピックプラザ ホワイトシアター |                                                     |
| 1月5日 | 16:00    | 国立代々木競技場オリンピックプラザ ホワイトシアター |                                                     |
| 1月5日 | 19:00    | 国立代々木競技場オリンピックプラザ ホワイトシアター |                                                     |
| 1月6日 | 16:00    | 国立代々木競技場オリンピックプラザ ホワイトシアター |                                                     |
| 1月6日 | 19:00    | 国立代々木競技場オリンピックプラザ ホワイトシアター |                                                     |
| 1月7日 | 14:00    | 国立代々木競技場オリンピックプラザ ホワイトシアター |                                                     |
| 1月7日 | 17:00    | 国立代々木競技場オリンピックプラザ ホワイトシアター |                                                     |
| 3      | 1月13日  | 15:00                                               | 名古屋レインボーホール                              |
| 3      | 1月13日  | 18:30                                               | 名古屋レインボーホール                              |
| 3      | 1月14日  | 13:00                                               | 名古屋レインボーホール                              |
| 3      | 1月14日  | 16:30                                               | 名古屋レインボーホール                              |

## 収録時間
- Total: 51min.